# Philippe Papin
Philippe Papin, né le 2 mai 1967 à Blois, est un historien français, épigraphiste, spécialiste du Viêt Nam moderne et contemporain. Ancien directeur de l’École française d'Extrême-Orient (EFEO) à Hanoi, il occupe la chaire "Histoire et sociétés du Viêt Nam classique" à l’École pratique des Hautes Études à Paris. Philippe Papin est élu membre correspondant de l'Académie des Inscriptions et des Belles-Lettres en décembre 2022.

## Biographie
Il est né en 1967 à Blois. Élève de l’École normale supérieure de Saint-Cloud en 1987, il passe l'agrégation d'histoire en 1990. Historien moderniste de formation, il consacre ses premiers travaux aux guerres de religion en France et en Espagne. Il découvre le Viêt Nam en 1988 et y effectue son service militaire en 1991. Maîtrisant la langue vietnamienne, il enseigne à l'Université de Hanoi de 1992 à 1995 un séminaire en histoire urbaine.
Il entre à l'EFEO en 1995, soutient une licence de vietnamien en 1996 et dirige le centre de Hanoi pendant près de dix ans. Docteur en histoire en 1997, il soutient son HDR en 2002. À Hanoi, il crée la collection Bibliothèque vietnamienne et fait publier une série de volumes consacrés à l'édition de textes sources importants pour l'histoire du Viêt Nam dont le corpus intégral des inscriptions sur stèles du Viet Nam (Hanoi, 2005-2012). Ce travail, à la fois corpus et  catalogue épigraphiques, est dédié aux estampages de trente mille inscriptions sur stèles et s'est effectué en collaboration avec les chercheurs de l'Institut Han-Nôm à Hanoi,. Ce corpus a été honoré du prix Joseph Carroll de l’Académie des Inscriptions et des Belles Lettres. À son retour du Viêt Nam, Philippe Papin devient Directeur d'études à l’École Pratique des Hautes Études à Paris, élu à la chaire d'étude du Viêt Nam ancien. Il est membre de l'équipe du Centre de recherche sur les civilisations de l'Asie orientale (CRCAO), UMR 8155 (CNRS/EPHE/Paris VII/Collège de France).
Son histoire de la ville de Hanoi a été traduite en vietnamien,,.

## Recherches et enseignements

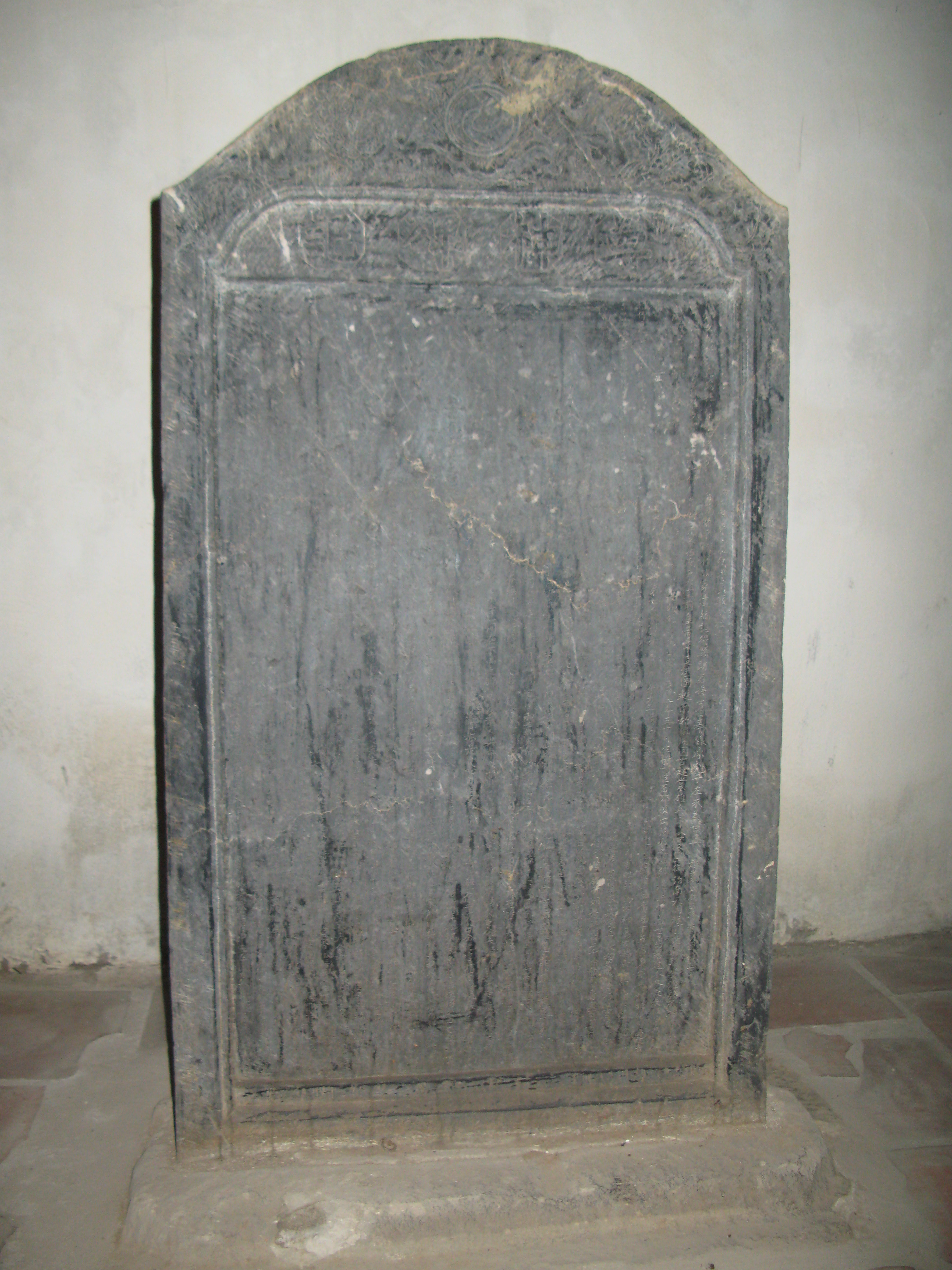
Stèle du temple IA à Hiệp Hòa dans la province de Bắc Giang.

Ses recherches principales portent sur l'épigraphie et les stèles de donation du Viêt Nam ancien. Il s'intéresse à la construction de l'État-nation vietnamien sur la longue durée.
Ses enseignements à l'EPHE (Sciences historiques et philologiques) portent sur l'histoire et la société du Viêt Nam classique, plus particulièrement sur la société rurale vietnamienne des temps modernes et sur la paléographie. Il enseigne pendant plusieurs années le séminaire de l'EPHE "Éléments épigraphiques pour une histoire économique et financière des campagnes aux XVIIe et XVIIIe siècles".
Il conduit également des recherches sur l'évolution du Viêt Nam contemporain et mène des expertises académiques,

## Distinctions
- Officier de la Légion d'honneur (3 juillet 2024)[15]
- Chevalier de l'ordre national du Mérite
- Chevalier de l'ordre des Palmes académiques

## Romancier
En parallèle de son activité académique, Philippe Papin est aussi écrivain. Il a publié deux romans sous le nom de Pierre d'Étanges et sous son nom "Les fraternités", le récit d'un vieil homme directement inspiré par l'histoire contemporaine du Viêt-Nam.

## Principales publications

### Ouvrages
- Histoire de la ville de Hanoi, Paris : Fayard, 2001.
- Việt Nam, hành trình một dân tộc, Toronto : Thời mới, 2001.
- Viêt Nam, parcours d'une nation, Paris : Belin, 2003.
- Vivre avec les Vietnamiens, Paris : L'Archipel, 2010 (avec Laurent Passicousset).
- Lịch sử Hà Nội, Hà-Nội : Nhã Nam, 2010.
- [Pierre d'Étanges], Une belle immobile, Paris, Les Indes savantes, 2010.
- Histoire des territoires de Hanoi. Quartiers, villages et sociétés urbaines du XIXe au début du XXe siècle, Paris : Les Indes savantes, 2013.
- [Pierre d'Étanges], Confessions cannibales, Paris, Flammarion, 2013.
- Les fraternités, Paris : Les Belles Lettres, "Hors collection", 2018.
- La chair des stèles – Enquête sur les donateurs et les Épigones du Bouddha et des divinités, au Vietnam, des origines à la fin du XVIIe siècle (Paris, Les Belles Lettres, 2022, 632 p.).

### Éditions de textes ou de sources
- Guide des fonds d'archives d'époque coloniale conservées au Centre n°1 des Archives Nationales du Viêt-Nam, Hà-Nội : éd. des sciences sociales, 1995, rééd. 2001 (avec Ngô Thiếu Hiệu et Vũ Thị Minh Hương).
- Prose et poésies de l’Ecole du Đông Kinh Nghĩa Thục [Văn Thơ Đông Kinh Nghĩa Thục], Hà-Nội, EFEO et Archives Nationales, 1997 (avec Võ Văn Sách et Vũ Thị Minh Hương)
- L'univers des truyện nôm (romans en vers) dans la littérature vietnamienne, éd de Maurice Durand, Hà-Nội : EFEO, 1997 (avec Đinh Gia Khánh et Nguyễn Văn Nguyên).
- Bulletin des Amis du Vieux Huê, édition textuelle sur CD-ROM, Hà-Nội : Pacific-Rim, 1997 (avec Võ Di Dân, Nguyễn Hồng et Philippe Le Failler).
- Une Campagne au Tonkin, éd. de C.A. Hocquard, Paris : Arléa, 1999.
- Géographie descriptive de l’empereur Đồng Khánh, Hà-Nội, : institut Hán-Nôm et EFEO, 2003 (avec Ngô Đức Thọ et Nguyễn Văn Nguyên).
- Histoire des Tây Son, éd. de Maurice Durand, Paris : Les Indes savantes, 2006.
- À Paris pendant les guerres de Religion, Paris : éd. de Pierre de L’Estoile, Arléa, 2007.
- Parcours d’un historien du Vietnam, Recueil des articles écrits par Nguyên Thê Anh, Paris : Les Indes Savantes, 2008.
- L’Imagerie populaire du Vietnam, éd. de Maurice Durand, Paris : EFEO,  2011.
- Corpus des inscriptions anciennes du Vietnam, Hà-Nội : institut Hán-Nôm, EPHE et EFEO, 2005-201, 22 vol. (avec Trịnh Khắc Mạnh et Nguyễn Văn Nguyên).
- Catalogue des inscriptions du Vietnam, Hà-Nội : institut Hán-Nôm, EPHE et EFEO, 2007-2012, 9 vol. (avec Trịnh Khắc Mạnh et Nguyễn Văn Nguyên).
- Nhân danh tập chí 人名集誌, un recueil sur les organisations et coutumes villageoises au nord du Vietnam, Hà-Nội : EPHE et EFEO, 2016 (avec Nguyễn Văn Nguyên).

### Principales traductions
- Les écoles historique [Các trường phái sử học], de Guy Bourdé et Hervé Martin, Hà-Nội : viện Sử học, 2001 (avec Phạm Quang Trung).
- Questions philologiques sur les Écrits à l’armée de Nguyễn Trãi (XVe siècle) [Những vấn đè văn bản học Quân Trung Từ Mệnh của Nguyễn Trãi], de Nguyễn Văn Nguyên, Hà-Nội : institut Hán-Nôm et EFEO, 1999.
- Les stèles d’époque Lê dans la région du Kinh Bắc, reflets de la vie villageoise, de Phạm Thị Vinh [Văn bia thời Lê xứ Kinh-Bắc và sự phản ánh sinh hoạt làng xã], Hà-Nội : EFEO, 2001.
- Le đình, maison communale du Việt-Nam, de Hà Văn Tấn et Nguyễn Văn Kự, Hà-Nội : Thế Giới, 2002.
- Les documents diplomatiques rédigés par Nguyên Trai au XVe siècle [Tấu biếu, đấu tranh ngoại giao của Nguyễn Trãi], de Nguyễn Văn Nguyên, Hà-Nội : Thế Giới, EFEO et EPHE, 2003.
- Au cœur de la ville captive [Giữa thành phố bị chiếm], de Nguyễn Bác, Paris : Arléa, 2004.
- La datation des inscriptions du Viêt-Nam : question de méthode [Khảo sát giám định niên đại thác bản văn bia Việt Nam], de Nguyễn Văn Nguyên, Hà-Nội : EFEO et EPHE, 2007.
- “Donner de son vivant, être honoré mille ans” - Les offrandes de commémorations pieuses dans quelques localités du delta du fleuve Rouge, 1802-1903, par Vũ Thị Mai Anh, Hà-Nội : EFEO et EPHE, 2016.